# Pro Sesto 1913 2020-2021
Questa voce raccoglie le informazioni riguardanti la Pro Sesto 1913 nelle competizioni ufficiali della stagione 2020-2021.

## Stagione
Nella stagione 2020-2021 la Pro Sesto ritornata nel mondo professionistico dopo dieci anni, disputa il girone A del campionato di Serie C, vi raccoglie 43 punti con il 17º posto finale. Viene confermato il tecnico della promozione Francesco Parravicini ma il torneo è ovviamente molto più difficile per i sestesi, al termine del girone di andata la Pro Sesto ha 25 punti a metà classifica. A fine marzo a seguito della sconfitta interna (1-3) con il Piacenza, viene deciso di sollevare dall'incarico il tecnico della recente promozione, si punta a sostituirlo con Antonio Filippini che traghetta la Pro Sesto ad una tranquilla salvezza. Per questa stagione non si è disputata la Coppa Italia di Serie C. Il bergamasco Luciano Gualdi, come già accaduto lo scorso anno, è stato il miglior realizzatore sestese di stagione, firmando 7 centri.

## Divise e sponsor
Il fornitore tecnico per la stagione 2020-2021 è Erreà. Lo sponsor di maglia è Il gigante.
| Casa | Trasferta | Terza divisa |

## Rosa
| N. |                   | Ruolo | Calciatore                  |
| -- | ----------------- | ----- | --------------------------- |
| 1  | Italia (bandiera) | P     | Federico Del Frate          |
| 2  | Italia (bandiera) | D     | Davide Righini              |
| 3  | Italia (bandiera) | D     | Cristian Maldini            |
| 4  | Italia (bandiera) | C     | Tommaso Gattoni             |
| 5  | Italia (bandiera) | D     | Simone Pecorini             |
| 6  | Italia (bandiera) | C     | Alessandro Di Munno         |
| 7  | Italia (bandiera) | C     | Luca Palesi                 |
| 8  | Italia (bandiera) | C     | Luciano Gualdi              |
| 9  | Italia (bandiera) | A     | Alessandro De Respinis      |
| 9  | Ghana (bandiera)  | A     | Bismark Ngissah             |
| 10 | Italia (bandiera) | A     | Luca Scapuzzi (capitano)    |
| 11 | Italia (bandiera) | A     | Martino Cominetti           |
| 12 | Italia (bandiera) | P     | Samuel Cavo                 |
| 13 | Italia (bandiera) | D     | Francesco Brenna            |
| 14 | Italia (bandiera) | D     | Michael Ntube               |
| 15 | Italia (bandiera) | C     | Federico Bertoli            |
| 16 | Italia (bandiera) | C     | Edoardo Vittorio Miscioscia |
| 17 | Italia (bandiera) | C     | Gabriele Motta              |
| 18 | Italia (bandiera) | A     | Cristian Mutton             |

| N. |                            | Ruolo | Calciatore         |
| -- | -------------------------- | ----- | ------------------ |
| 19 | Italia (bandiera)          | D     | Denis Caverzasi    |
| 20 | Italia (bandiera)          | A     | Matteo Ferrero     |
| 21 | Francia (bandiera)         | D     | Theo Parrinello    |
| 22 | Italia (bandiera)          | P     | Alessandro Livieri |
| 23 | Italia (bandiera)          | D     | Lorenzo Giubilato  |
| 24 | Italia (bandiera)          | A     | Alessandro Costa   |
| 25 | Rep. Dominicana (bandiera) | D     | Andrea Bosco       |
| 26 | Italia (bandiera)          | C     | Jacopo Gianelli    |
| 27 | Italia (bandiera)          | C     | Emir Murati        |
| 27 | Serbia (bandiera)          | A     | Miloš Bočić        |
| 28 | Italia (bandiera)          | A     | Claudio Maffei     |
| 29 | Italia (bandiera)          | C     | Federico Marchesi  |
| 30 | Italia (bandiera)          | C     | Tommaso Spaviero   |
| 30 | Italia (bandiera)          | P     | Jonathan Fasolini  |
| 32 | Italia (bandiera)          | D     | Michele Franco     |
| 33 | Italia (bandiera)          | A     | Federico Pelle     |
| 35 | Italia (bandiera)          | A     | Felice D'Amico     |
| 36 | Italia (bandiera)          | A     | Zak Ruggiero       |
| 37 | Italia (bandiera)          | C     | Alessandro Sala    |

## Calciomercato

### Sessione estiva(dal 01/09 al 05/10)
| Acquisti | Acquisti               | Acquisti       | Acquisti      |
| R.       | Nome                   | da             | Modalità      |
| -------- | ---------------------- | -------------- | ------------- |
| P        | Federico Del Frate     | Monza          | prestito      |
| P        | Alessandro Livieri     | Pisa           | prestito      |
| D        | Michele Franco         | Monza          | definitivo    |
| D        | Lorenzo Giubilato      | Alessandria    | definitivo    |
| D        | Michael Ntube          | Inter          | prestito      |
| D        | Theo Parrinello        | Nîmes          | definitivo    |
| D        | Simone Pecorini        | Monopoli       | svincolato    |
| C        | Alessandro Di Munno    | Monza          | prestito      |
| C        | Jacopo Gianelli        | Inter          | prestito      |
| C        | Federico Marchesi      | Monza          | definitivo    |
| C        | Gabriele Motta         | Villa d'Almè   | fine prestito |
| C        | Luca Palesi            | Monza          | svincolato    |
| A        | Davide Campanella      | Tritium        | fine prestito |
| A        | Alessandro Costa       | Virtus Entella | svincolato    |
| A        | Alessandro De Respinis | Sondrio        | definitivo    |
| A        | Claudio Maffei         | Pisa           | prestito      |
| A        | Cristian Mutton        | Giana Erminio  | definitivo    |
| A        | Federico Pelle         | Inter          | prestito      |
| A        | Tommaso Sparviero      | Modena         | svincolato    |

| Cessioni | Cessioni              | Cessioni            | Cessioni      |
| R.       | Nome                  | a                   | Modalità      |
| -------- | --------------------- | ------------------- | ------------- |
| P        | Mattia Cioffi         | Codogno             | svincolato    |
| P        | Luca Tamma            | Arezzo              | prestito      |
| D        | Giuseppe Amato        | Monza               | definitivo    |
| D        | Samuele Bettoni       | Casale              | svincolato    |
| D        | Enrico Bulgarella     |                     | svincolato    |
| D        | Gioacchino Carullo    | Fidelis Andria      | svincolato    |
| D        | Alessandro Di Maio    |                     | svincolato    |
| D        | Filippo Paoluzzi      |                     | svincolato    |
| D        | Francesco Raffaglio   |                     | svincolato    |
| D        | Riccardo Angelo Sassi |                     | svincolato    |
| C        | Antonio Carnevale     | Portici             | svincolato    |
| C        | Tobias Crosariol      |                     | svincolato    |
| C        | Alen Mehić            | Atalanta            | fine prestito |
| C        | Karim Omayer          |                     | svincolato    |
| C        | Andrea Romano         | NibionnOggiono      | definitivo    |
| C        | Manuel Romeo          | Città di Varese     | svincolato    |
| C        | Nicola Segato         | Olginatese          | svincolato    |
| C        | Marco Tota            |                     | svincolato    |
| A        | Alessandro Capelli    | Città di Varese     | svincolato    |
| A        | Giulio Fasolo         | Mestre              | svincolato    |
| A        | Simone Monni          | Follonica Gavorrano | svincolato    |
| A        | Alessandro Tascini    | Foggia              | svincolato    |

### Sessione invernale(dal 04/01 al 01/02)
| Acquisti | Acquisti           | Acquisti   | Acquisti   |
| R.       | Nome               | da         | Modalità   |
| -------- | ------------------ | ---------- | ---------- |
| P        | Federico Del Frate | Monza      | definitivo |
| D        | Davide Magonara    |            | svincolato |
| C        | Alessandro Sala    | Milan      | prestito   |
| A        | Miloš Bočić        | Pescara    | prestito   |
| A        | Felice D'Amico     | Sampdoria  | prestito   |
| A        | Bismark Ngissah    | Vis Pesaro | definitivo |
| A        | Zak Ruggiero       | Crotone    | prestito   |

| Cessioni | Cessioni               | Cessioni | Cessioni      |
| R.       | Nome                   | a        | Modalità      |
| -------- | ---------------------- | -------- | ------------- |
| C        | Emir Murati            | Milan    | fine prestito |
| A        | Alessandro De Respinis | Piacenza | definitivo    |

## Risultati

### Serie C

#### Girone di andata
| Arbitro: | Turrini (Firenze) |

|                          |           |                 |
| Di Pardo 54’ Correia 67’ | Marcatori | 20’ De Respinis |

| Arbitro: | Angelucci (Foligno) |

|  |           |                      |
|  | Marcatori | 20’ (rig.) Infantino |

| Arbitro: | Arena (Torre del Greco) |

|  |           |                 |
|  | Marcatori | 45’ De Respinis |

| Arbitro: | Crezzini (Siena) |

|              |           |                |
| Pecorini 63’ | Marcatori | 84’ Pennington |

| Arbitro: | Lovison (Padova) |

|              |           |  |
| Scardina 56’ | Marcatori |  |

| Arbitro: | Catanoso (Reggio Calabria) |

|              |           |  |
| Di Munno 80’ | Marcatori |  |

| Arbitro: | Baratta (Rossano) |

|             |           |                        |
| Gucci 90+3’ | Marcatori | 6’ Pecorini 68’ Gualdi |

| Arbitro: | Carella (Bari) |

|                                              |           |  |
| Mutton 33’ Buzzegoli 64’ (aut.) Scapuzzi 87’ | Marcatori |  |

| Arbitro: | Ferrieri Caputi (Livorno) |

|           |           |                           |
| Parker 5’ | Marcatori | 11’ Gualdi 90+2’ Pecorini |

| Arbitro: | Pirrotta (Barcellona Pozzo di Gotto) |

|  |           |                 |
|  | Marcatori | 42’ Gabrielloni |

| Arbitro: | Sfira (Pordenone) |

|            |           |              |
| Mutton 82’ | Marcatori | 47’ Nannelli |

| Arbitro: | Rutella (Enna) |

|  |           |                      |
|  | Marcatori | 82’, 84’ De Respinis |

| Arbitro: | Marcenaro (Genova) |

|                        |           |  |
| De Respinis 70’ (rig.) | Marcatori |  |

| Arbitro: | Costanza (Agrigento) |

|                                                                                |           |  |
| D'Iglio 29’ Ballarini 39’ Maritato 43’ Galazzi 60’ Flores Heatley 65’ Maio 76’ | Marcatori |  |

| Arbitro: | Zucchetti (Siena) |

|  |           |                     |
|  | Marcatori | 39’ Piana 77’ Barba |

| Arbitro: | Pascarella (Nocera Inferiore) |

|            |           |                   |
| Eusepi 21’ | Marcatori | 64’ (rig.) Palesi |

| Arbitro: | Luciani (Roma) |

|            |           |                         |
| Palesi 81’ | Marcatori | 6’ Moscati 80’ Boccardi |

| Arbitro: | Virgilio (Trapani) |

|                  |           |  |
| Possenti 9’, 34’ | Marcatori |  |

| Arbitro: | Bordin (Bassano del Grappa) |

|            |           |            |
| Gualdi 56’ | Marcatori | 42’ Braken |

#### Girone di ritorno
| Arbitro: | Marotta (Sapri) |

|               |           |           |
| Caverzasi 58’ | Marcatori | 87’ Cerri |

| Arbitro: | Cavaliere (Paola) |

|  |           |            |
|  | Marcatori | 80’ Gualdi |

| Arbitro: | Baratta (Rossano) |

|                 |           |                           |
| Gualdi 23’, 89’ | Marcatori | 10’ Galeandro 61’ Piccoli |

| Arbitro: | Vigile (Cosenza) |

|                                                  |           |  |
| Cocco 2’, 28’ Ragatzu 36’ (rig.), 51’ Biancu 55’ | Marcatori |  |

| Arbitro: | Ancora (Roma) |

|  |           |                                  |
|  | Marcatori | 56’ Ceccarelli 77’ (aut.) Franco |

| Arbitro: | Saia (Palermo) |

|             |           |  |
| Madonna 58’ | Marcatori |  |

| Arbitro: | Ubaldi (Roma) |

|                       |           |                          |
| Franco 9’ D'Amico 52’ | Marcatori | 10’ Solerio 90+4’ Baldan |

| Novara 27 febbraio 2021, ore 15:00 CET 27ª giornata | Novara           | 0 – 0 referto | Pro Sesto | Stadio Silvio Piola (0 spett.)\| Arbitro: \| Repace (Perugia) \| |
| Arbitro:                                            | Repace (Perugia) |               |           |                                                                  |

| Sesto San Giovanni 2 marzo 2021, ore 15:00 CET 28ª giornata | Pro Sesto         | 0 – 0 referto | Pro Patria | Stadio Ernesto Breda (0 spett.)\| Arbitro: \| Scarpa (Collegno) \| |
| Arbitro:                                                    | Scarpa (Collegno) |               |            |                                                                    |

| Arbitro: | Kumara (Verona) |

|           |           |  |
| Gatto 82’ | Marcatori |  |

| Arbitro: | Natilla (Molfetta) |

|  |           |                  |
|  | Marcatori | 60’ (rig.) Bočić |

| Sesto San Giovanni 17 marzo 2021, ore 15:00 CET 31ª giornata | Pro Sesto          | 0 – 0 referto | Pro Vercelli | Stadio Ernesto Breda (0 spett.)\| Arbitro: \| D'Ascanio (Ancona) \| |
| Arbitro:                                                     | D'Ascanio (Ancona) |               |              |                                                                     |

| Lecco 21 marzo 2021, ore 17:30 CET 32ª giornata | Lecco              | 0 – 0 referto | Pro Sesto | Stadio Rigamonti-Ceppi (0 spett.)\| Arbitro: \| Cherchi (Carbonia) \| |
| Arbitro:                                        | Cherchi (Carbonia) |               |           |                                                                       |

| Arbitro: | Emmanuele (Pisa) |

|                      |           |                                             |
| D'Amico 90+4’ (rig.) | Marcatori | 49’ (rig.), 57’ (rig.) Cesarini 89’ Lamesta |

| Arbitro: | Taricone (Perugia) |

|                         |           |                               |
| Magrassi 42’ Ropolo 45’ | Marcatori | 32’ Palesi 70’ (rig.) D'Amico |

| Arbitro: | N. Marini (Trieste) |

|  |           |              |
|  | Marcatori | 59’ Casarini |

| Arbitro: | Moriconi (Roma) |

|                                    |           |            |
| Piccoli 45+2’ Galligani 72’ (rig.) | Marcatori | 36’ Gualdi |

| Sesto San Giovanni 25 aprile 2021, ore 15:00 CEST 37ª giornata | Pro Sesto         | 0 – 0 referto | Renate | Stadio Ernesto Breda (0 spett.)\| Arbitro: \| Cavaliere (Paola) \| |
| Arbitro:                                                       | Cavaliere (Paola) |               |        |                                                                    |

| Arbitro: | Vigile (Cosenza) |

|  |           |                            |
|  | Marcatori | 63’ Ngissah 90+5’ Marchesi |

## Statistiche

### Statistiche di squadra
| Competizione | Punti | In casa | In casa | In casa | In casa | In casa | In casa | In trasferta | In trasferta | In trasferta | In trasferta | In trasferta | In trasferta | Totale | Totale | Totale | Totale | Totale | Totale | D.R. |
| Competizione | Punti | G       | V       | N       | P       | Gf      | Gs      | G            | V            | N            | P            | Gf           | Gs           | G      | V      | N      | P      | Gf     | Gs     | D.R. |
| ------------ | ----- | ------- | ------- | ------- | ------- | ------- | ------- | ------------ | ------------ | ------------ | ------------ | ------------ | ------------ | ------ | ------ | ------ | ------ | ------ | ------ | ---- |
| Serie C      | 43    | 19      | 3       | 9       | 7       | 15      | 20      | 19           | 7            | 4            | 8            | 16           | 25           | 38     | 10     | 13     | 15     | 31     | 45     | -14  |

### Andamento in campionato
| Giornata  | 1  | 2  | 3  | 4  | 5  | 6  | 7  | 8 | 9 | 10 | 11 | 12 | 13 | 14 | 15 | 16 | 17 | 18 | 19 | 20 | 21 | 22 | 23 | 24 | 25 | 26 | 27 | 28 | 29 | 30 | 31 | 32 | 33 | 34 | 35 | 36 | 37 | 38 |
| --------- | -- | -- | -- | -- | -- | -- | -- | - | - | -- | -- | -- | -- | -- | -- | -- | -- | -- | -- | -- | -- | -- | -- | -- | -- | -- | -- | -- | -- | -- | -- | -- | -- | -- | -- | -- | -- | -- |
| Luogo     | T  | C  | T  | C  | T  | C  | T  | C | T | C  | C  | T  | C  | T  | C  | T  | C  | T  | C  | C  | T  | C  | T  | C  | T  | C  | T  | C  | T  | T  | C  | T  | C  | T  | C  | T  | C  | T  |
| Risultato | P  | P  | V  | N  | P  | V  | V  | V | V | P  | N  | V  | V  | P  | P  | N  | P  | P  | N  | N  | V  | N  | P  | P  | P  | N  | N  | N  | P  | V  | N  | N  | P  | N  | P  | P  | N  | V  |
| Posizione | 16 | 18 | 15 | 14 | 16 | 12 | 11 | 3 | 1 | 5  | 6  | 5  | 4  | 8  | 8  | 9  | 11 | 12 | 12 | 11 | 10 | 11 | 12 | 14 | 12 | 12 | 13 | 12 | 13 | 12 | 12 | 12 | 15 | 16 | 17 | 17 | 17 | 17 |

Legenda:

Luogo: C = Casa; T = Trasferta. Risultato: V = Vittoria; N = Pareggio; P = Sconfitta.